# Vlag van Purbeck

Vlag van Purbeck

De vlag van Purbeck is een vlag voor de Purbeck-eiland in het Verenigd Koninkrijk. De vlag werd geregistreerd bij het Flag Institute op 26 november 2019.
De kleuren van de vlag zijn rood, blauw, geel en wit. Er staan ook drie symbolen op die nauw verbonden zijn met het gebied. In het midden is een gebogen golf te zien, daaronder zijn er twee witte vissen die een gele ammoniet flankeren.